# Spor o smysl českých dějin

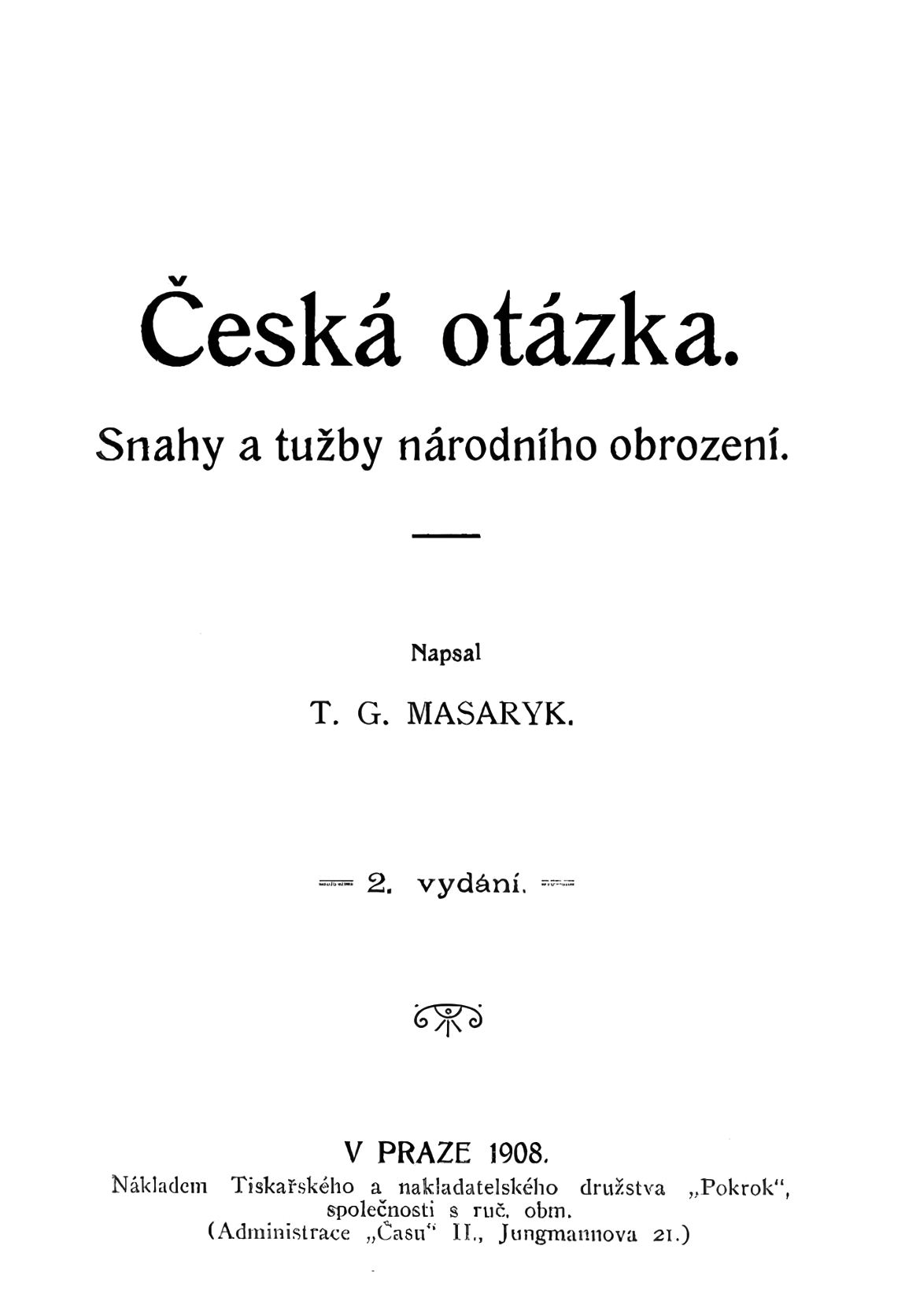
Titulní strana druhého vydání Masarykovy České otázky

Spor o smysl českých dějin je označení polemiky, jež se odehrávala přibližně v letech 1895–1938 a které se účastnily přední osobnosti české filosofie (Tomáš Garrigue Masaryk, Emanuel Rádl) a české historiografie (Josef Pekař, Kamil Krofta, Zdeněk Nejedlý, Jan Slavík aj.), ale i z jiných oblastí (např. politik ekonom Josef Kaizl). Spor měl několik rozměrů, zásadním prvkem však byl rozpor mezi Masarykovým filosofickým „idealisticko-teleologickým“ a Pekařovým „empiricko-pozitivistickým“ pojetím českých dějin. Spor vedl mimo jiné i k přehodnocování metodologie historické vědy.
Spor se odehrál v několika vlnách. Podnětem se stalo Masarykovo pojednání Česká otázka, vycházející z představy, že české národní hnutí se zakládá na myšlence humanity, jež od husitství pokračuje přes reformaci a národní obrození až do současnosti. Proti tomu se postavil Kaizl, který jednak zpochybnil tuto kontinuitu a jednak upozornil, že Masaryk humanitu chápe velmi vágně.
Polemika se nicméně rozhořela až v 2. desetiletí 20. století, když Jindřich Vančura nekriticky vyzdvihl Masarykův přínos pro historiografii a naopak znevážil práci předního historika Jaroslava Golla. Golla se zastali jeho žáci Kamil Krofta, především však Josef Pekař. Pekař navíc poukázal na to, že Masarykovy teze se nezakládají na výsledcích historické vědy. Po další výměně názorů, ke které se přidal také Jan Herben, se celý spor pokusil shrnout Zdeněk Nejedlý, který se snažil dát zapravdu oběma stranám: Pekařovo stanovisko je správné vědecky, Masarykovo pak filosoficky.
Naplnění Masarykova programu vznikem Československa a hlavně nespokojenost Emanuela Rádla s Nejedlého „dvojí pravdou“ vedlo k další vlně polemik. V tomto období však spor začal nabývat odlišného charakteru. Spory o vědeckou podloženost Masarykovy teorie se sice vedly dále, do popředí se však stále více dostávala diskuse o metodologii historické vědy. Velmi důležitou roli zde sehrály příspěvky Jana Slavíka, jenž zdůrazňoval, že pouhé pozitivistické řazení jednoho faktu za druhým je neplodné, že je nutno si uvědomit, jak vlastně obraz o minulosti vzniká, že historik není nikdy absolutně objektivní a musí se při své práci zabývat také teorií historické vědy. Masaryk pak ještě apeloval na to, aby historie nebyla „vědou pro vědu“, nýbrž „vědou pro život“.
Spory na konci 30. let utichly po smrti Pekaře a Masaryka roku 1937 a po nacistické okupaci Československa.

## První fáze: nastolení otázky a Masarykova odpověď (1886–1896)
Sporu o smysl českých dějin předcházely dvě kontroverze. Především šlo o spor o Rukopisy, jenž po prokázání nepravosti rukopisů vedl k demytologizaci českých dějin a kultury. Politikové sice dále své úsilí legitimizovali odvoláváním se na historii, nikoli však již na dějiny domnělé. Druhou třecí plochu představovaly rozpory mezi politickými programy českých stran. Někteří už byli znaveni vyprázdněným nacionálním politickým bojem, zastavovali se a přemýšleli, zda má české národní úsilí vůbec smysl:
| „                       | ... Čím nám má vlastně prakticky býti to naše „historické právo“? ... Ale národ, jakkoli reálně žije jenom v přítomnosti, hleděti musí přece neodvratně a stále do budoucnosti, každý jeho krok musí být ve shodě s cílem budoucím. Co jesť úkolem našeho národa? ... je povolán, aby sám ze sebe vytvořil vlastní, novou kulturu, zcela nový zdroj tepla a světla? Vystačí-li však k tomu naše prostředky? Je ponětí to ve shodě s celou naší minulostí? Nebyli jsme snad v celém svém průběhu dějin v úzkém, nerozlučitelném styku se Západem, a chceme-li užíti nevážného výrazu, odnoží Německa? ... Představme si nerovný boj Čechů s Germánstvem, boj na nůž! Při nejmenším by uchování pouhé, holé národnosti vyžadovalo nesmírně mnoho úsilí a sebeodříkání nejšlechetnější domácí intelligence, obětovnosti, která by časem ochabovala. Nastal by den, kdyby si ten onen - dejme tomu slaboch - předložil otázku: Jak, stojí tato ve své existenci pochybná národnosť skutečně za to, abychom veškeré síly ducha svého, které bych jinak zasvětiti mohl práci positivní, pokroku vědy, atd., abych tyto síly mařil úsilím prozatím zcela záporným? ... je náš národní fond takový, aby bojovníkům v onom krajním případě poskytoval dostatečné mravní posily, aby jim vnukal úplné přesvědčení, že zachovají-li lid vlastnímu jeho jazyku, že jej tím zachovají i vlastnímu světu myšlenkovému, že by odcizení jazyku bylo skutečnou ethickou škodou ... ? ... | “ |
| — Hubert Gordon Schauer | |   |

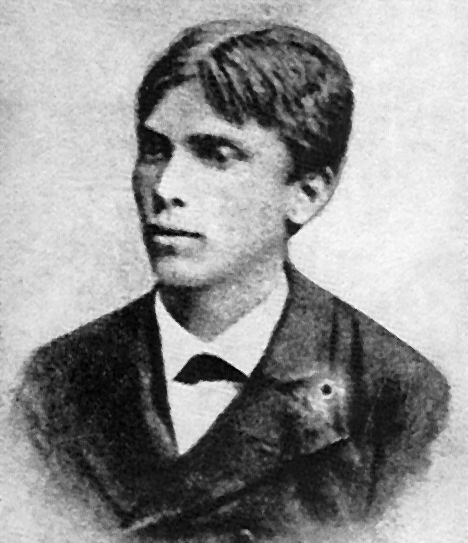
Hubert Gordon Schauer

Schauerova stať byla odsouzena jako „filosofická sebevražda národa“ a devět let zůstala bez odpovědi. Teprve pád Taaffeho vlády roku 1893 a radikalizace mladočechů přivedla české politiky k otázce, kudy se vydat dále. Odpověď nabídl Tomáš Garrigue Masaryk ve své knize Česká otázka a stati Naše nynější krise. Jakožto filosof se Masaryk nesnažil „bezsmyslným“ českým dějinám smysl vykonstruovat, ale věřil, že smysl je něco reálného v platónském smyslu slova. Masaryk stejně jako středověcí realisté věřil v existenci konečného smyslu a účelu. „Plán Prozřetelnosti“ je podle Masaryka následující: české hnutí je založeno na ideji humanity, jež pokračuje kontinuální řadou od husitství přes Jednotu bratrskou, národní obroditele (Masaryk se odkazoval zejména na Palackého) až do současnosti.
| „                                      | ... Humanitní ideál, hlásaný Dobrovským a Kollárem, náš ideál obrodní má pro nás Čechy hluboký smysl národní a historický – humanitou, plně a opravdově pojatou, navážeme na nejlepší svou dobu v minulosti, humanitou překleneme duchovní a mravní spánek několika století, humanitou kráčet máme v hlavě lidského pokroku. Humanita znamená nám náš národní úkol vypracovaný a odkázaný nám naším Bratrstvím: humanitní ideál je všecek smysl našeho národního života...Kollár ideou humanity spojoval netoliko náš Slovany mezi sebou, ale spojoval nás i k národům ostatním a spojil nás také s minulostí. Humanita, čistá člověkost skutečně není než ideál všeobecného bratrství, ideál naší Jednoty, ideál v pravdě český... | “ |
| — Tomáš Garrigue Masaryk, Česká otázka | |   |

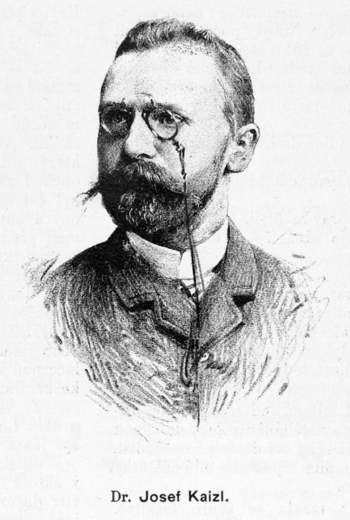
Josef Kaizl

Masaryk ovšem nebyl pouze filosof, ale také politik. A proto mezi prvními, kdo s Masarykem polemizoval, byl Josef Kaizl, liberální ekonom, politik Národní strany svobodomyslné a ještě nedávno Masarykův spolubojovník. Ačkoli Kaizlovy cíle byly primárně politické, objevilo se v jeho polemice několik důležitých momentů. Kaizl především zpochybnil přímou kontinuitu husitství, Jednoty bratrské a národního obrození. Zároveň kritizoval Masarykův pojem humanity, který podle něj není jednoznačný, neboť míchá dohromady humanitu reformační-náboženskou a humanitu obrozeneckou-osvícenskou-odnáboženštěnou.
| „                             | ... Od prvého pročtení České otázky měl jsem největší pochybnost, že naše probuzení bylo „obrození všeho života“, „plnosti života“, že „navázali jsme na naši reformaci a překlenuli mezi dobou novější a starší propast způsobenou protireformací“. Jestliže jsem s tou svou odmítavou skepsí váhal, bylo to jen ono veliké, nebohraničené slovo „humanita“, které již tolika lidem tolik rozdílného znamenalo a kterého p. Masaryk tak zhusta byl užíval, aniž svůj smysl určitě vyložil... Popírám vůdčí postavení a příčinné působení, ba přímo i existenci nábožensky založené bratrské humanity v dějství našeho probuzení, a tím i ono řečené navázání a překlenutí. Já v té „plnosti života obrodního“ pohřešuji až příliš živoucí moc náboženství a nevidím náboženského základu humanity... | “ |
| — Josef Kaizl, České myšlenky | |   |

## Druhá fáze: spor o zásluhy a vědeckost (1911–1920)

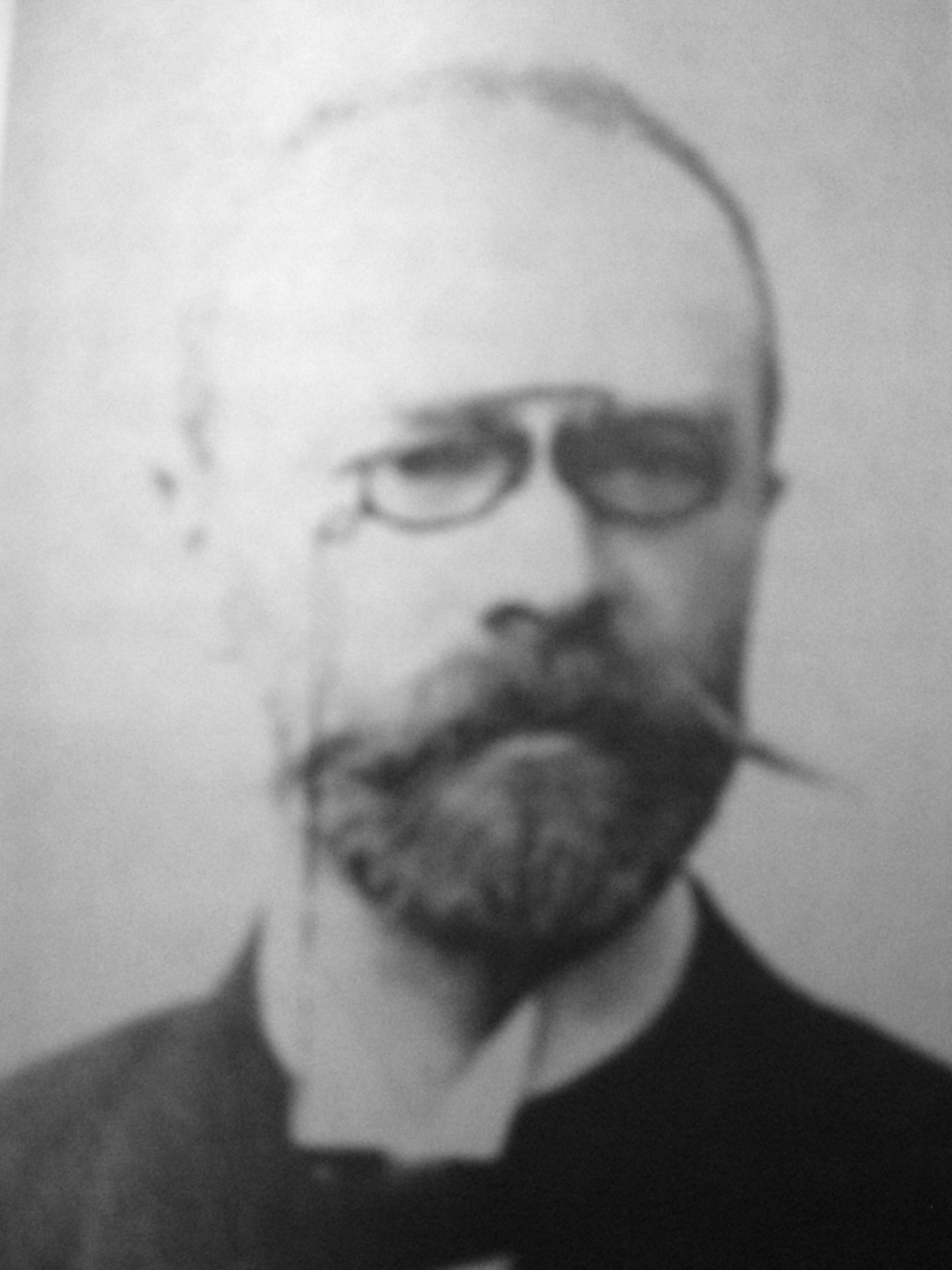
Jaroslav Goll

První fáze sporu byla záležitostí filosofů a politiků, do které historikové nehodlali zasahovat, ačkoli se účastníci diskuse odvolávali na historii. Přední historik Jaroslav Goll jen odmítal prezentismus politiků, tedy snahu vykládat historii z pozice současných zájmů a legitimizovat své úsilí odvoláváním se na historii. Historiky „Gollovy školy“ však do polemiky přímo vtáhl článek Jindřicha Vančury, kde velmi přecenil Masarykův přínos pro historickou vědu a znevážil Gollovu práci i osobu.
| „                                                            | Goll, jenž jako syn hraběcího, později městského lékaře, užil bezstarostného mládí a klidnými studiemi doma i v cizině mohl se pohodlně připravit ke kariéře univerzitního docenta, vším svým zjevem a chováním vždy činil dojem aristokrata... Jako pravý učenec katedrový neúčastní se snah o šíření vědy v nejširších vrstvách národa. Snad se na snahy ty dívá jako na profanaci vědy... Příkrým kontrastem proti Gollovi je Masaryk, jenž jako syn chudého šafáře na panství císařském těžce se probíjel životem již za nejútlejšího mládí a těžce si razil cestu k úřadu profesora univerzitního. Od svého raného věku cítil odpor ke křivdám, jež působí mocní tohoto světa a zachoval si soucit pro sociální bídu lidu. V tomto profesoru univerzitním se vyvinul typ upřímného demokrata, který své nejlepší síly věnoval nejen vědě, ale i duchovnímu a hmotnému povznesení nejnižších a do té doby v naší společnosti nevšímaných a povrhovaných tříd dělnických... | “ |
| — Jindřich Vančura, Čím se Masaryk zavděčil českému dějepisu | |   |

Gollovy žáky takový útok na jejich učitele pochopitelně pobouřil. Jako první se Golla zastal Kamil Krofta, který seriózně zpochybnil míru Masarykova významu pro historiografii a naopak zdůraznil mnohé Gollovy zásluhy.
| „                                                    | Nebylo by třeba vystupovat již nyní, kdy spravedlivý [Vančurův] soud je ztěžován osobními city a stranickými ohledy, ani proti nepochybným nesprávnostem některých oslavných statí, kdyby jimi nebyla páchána křivda na jiných, kdyby vynášením domnělých zásluh Masarykových nebyli jiní připravováni o zásluhy skutečné. | “ |
| — Kamil Krofta, Vliv Masarykův na české dějepisectví | |   |

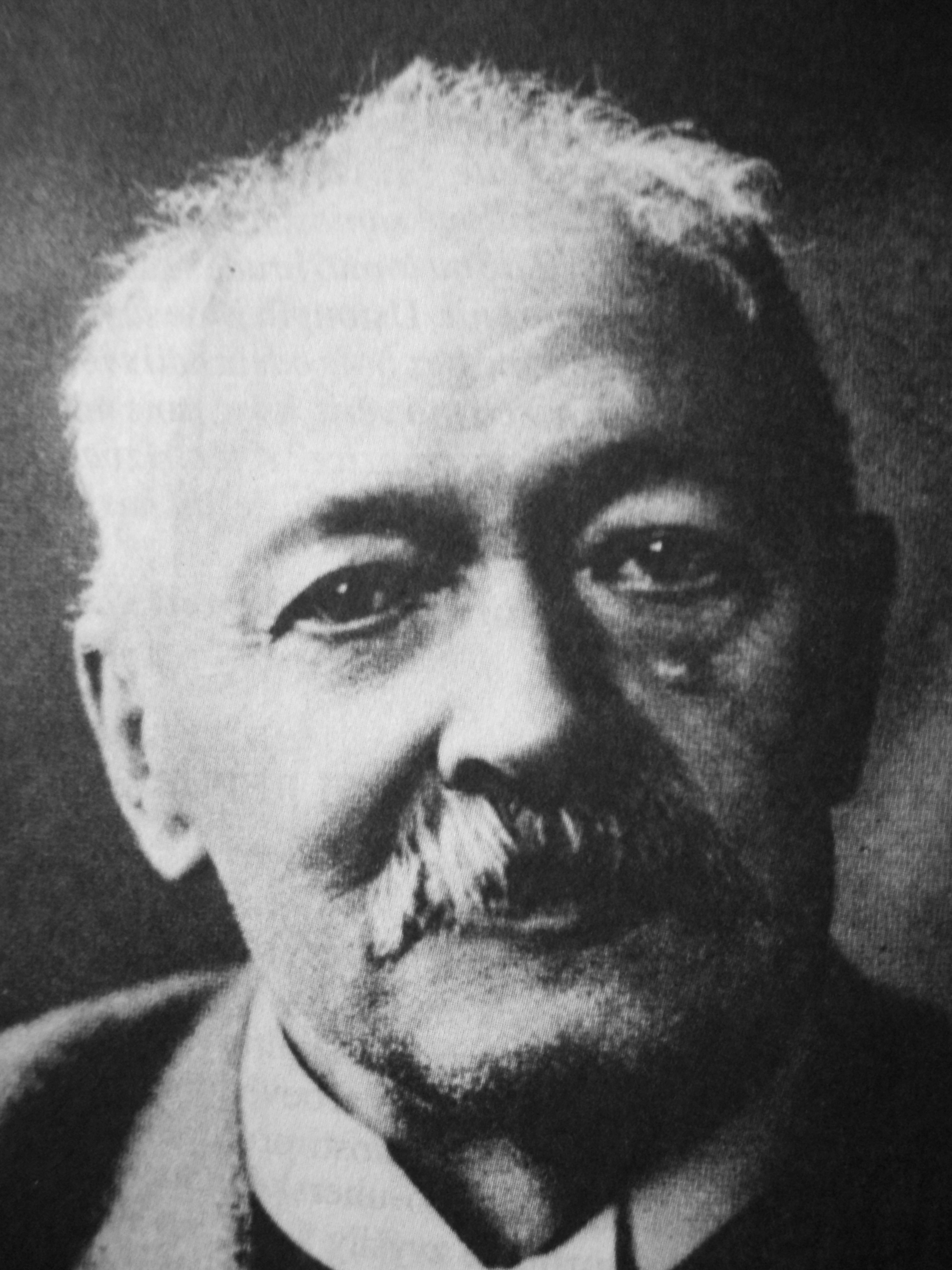
Josef Pekař

Razantněji Vančurovi oponoval Josef Pekař, kde podobně jako Krofta vyvracel Vančurova tvrzení, především však odmítl jeho dehonestující srovnání „aristokratického“ Golla s „demokratickým“ Masarykem.
| „                                               | Táži se, proč si prof. Vančura nevybral ke své paralele místo Golla např. Randu? Nebo Gebauera? Výsledek by byl podle logiky tohoto obdivovatele největšího filosofa českého týž: všichni ti zanedbali své povinnosti k obci národní, sloužíce pohodlné vědě a sobě. Veliký Masaryk však atd... Kdyby Goll byl v době své soustředěné práce o výchově vědecké generace historické na jediné univerzitě naší roztřišťoval svůj zájem politikou nebo „socializoval vědu“ v extenzích, nebo dokonce vstoupil mezi „povrhované“ třídy dělnické a dal se zvolit poslancem, nestáli bychom my, mladší historikové čeští, v té síle a naději jako dnes... Vše to je z velké části dílem Gollovým... [Goll] nás učil totiž vědecky, tj. kriticky myslit. Teoriím Masarykovým jsme nepodlehli a stoupenci jeho se nestali prostě proto, že nám Masaryk jako vědátor neimponoval. Poznali jsme..., že prof. Masaryk, kdekoli se pouští do otázek historických, pracuje a soudí jednostranně a doktrinářsky... To neznamená, že bych se odvažoval Masarykovy zásluhy o náš kulturní vývoj popírat vůbec. | “ |
| — Josef Pekař, K článku prof. Jindřicha Vančury | |   |

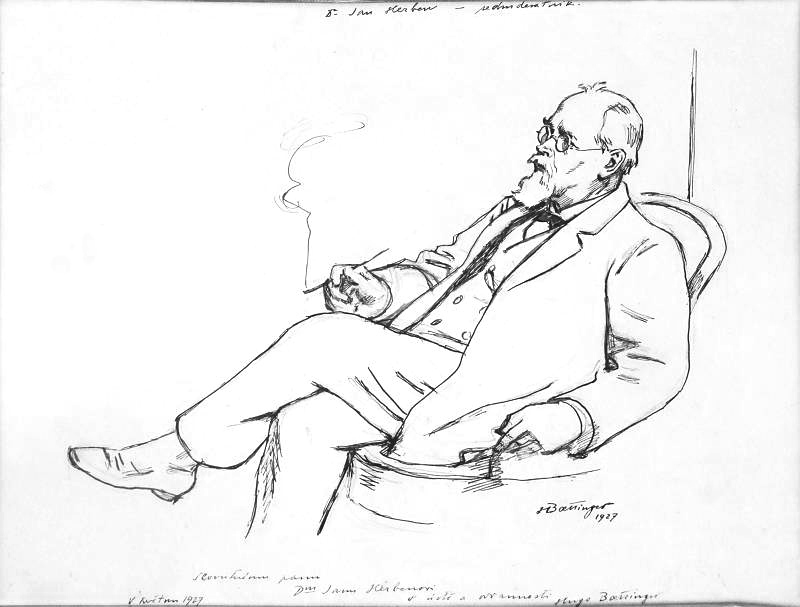
Jan Herben

Na Pekaře a Kroftu reagoval dosti neurvalým způsobem Jan Herben. Kromě osobních útoků se však v jeho práci ozývá podstata sporu: spor mezi přísně pozitivistickou „gollovskou“ historickou vědou a filosofií či sociologií, jež se na skutečnosti dívá z nadhledu, zevšeobecňuje a nedbá tolik na detaily a jednotlivé historické skutečnosti.
| „                                              | V názoru prof. Pekaře není solidní heuristiky ani pečlivé kritiky, proto jeho názor není vědecky opřen... Ta obrozenská filosofie Masarykova, co už ta dala práce historikům, filologům, literátům i politikům! Historikové arci mají první slovo, neboť zjišťujíce fakta, nenašli pro ni dokladů. Není letopočtu ani osoby, která by byla řekla: Když se nyní probouzíme zase jako národ, navážeme na českobratrství a dáme si do programu humanitu jako moderní obměnu toho úsilí, jež se projevilo v českobratrství... Masaryk není historik... Nad historií je však ještě filosofie dějin jakožto část sociologie, která přemýšlí o vývoji celého nebo části lidstva a postřehuje ženoucí síly nebo zákony v dějinách lidstva. Když sociolog dobře analyzuje, dojde nejednou k výsledkům, k nimž historik nedošel... Prof. Masaryk věří s Kollárem, že historie národů není nahodilá, nýbrž že se v ní projevuje určitý plán Prozřetelnosti. Úkolem historiků a filosofů je vystihnout tento plán, aby národové podle jejich poznání kráčeli co možná vědomě za svým cílem při veškeré své práci... Podle vyprávění vrstevníků Jaroslav Goll byl jako student útlého těla a přecitlivělých nervů, skleníková rostlina. Při každém větším hluku středoškolských spolužáků bledl... | “ |
| — Jan Herben, Masarykova sekta a Gollova škola | |   |

Reagoval opět Krofta ve stati Masaryk, Goll a české dějepisectví, ještě důležitější ovšem byla reakce Pekařova, ve které zproblematizoval právě podstatu Masarykovy teze o smyslu českých dějin – ukázal zejména problematičnost kombinace sociologie a prezentismu a nejasnost pojmu humanity.
| „                                         | Krátce: apoštol či chcete-li prorok (v tom slovu není žádného tónu příhany) pohlcuje, překonává v Masarykovi bezpředsudného vědce. To neznamená, že bych zřídlo jeho omylů viděl v jeho názoru světovém. Přibývá zajisté historiků, kteří stojí na půdě pozitivních vyznání církevních, a jejich práce snesou přísná měřítka vědecká. Ale rozumím tím nerozpačitou snahu Masarykovu znásilnit skutečnost historického vývoje jeho aprioristickou doktrínou, proměňovat minulost bez ohledu na objektivní pravdu v povolnou služku jeho, třebas ušlechtilé, tendence. | “ |
| — Josef Pekař, Masarykova česká filosofie | |   |

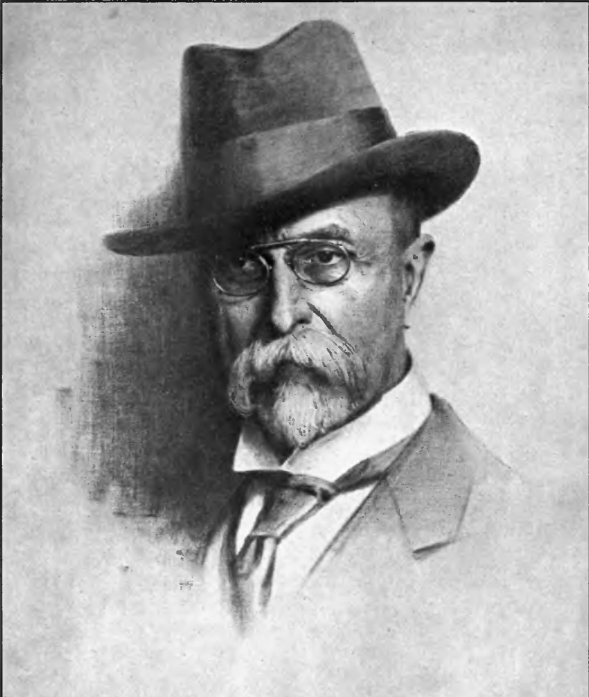
Tomáš Garrigue Masaryk

Masaryk se pak vyjádřil ve stati Ke sporu o smysl českých dějin a Pekař odpověděl, oba však pevně setrvali na svých stanoviscích. Přínosný byl až příspěvek Zdeňka Nejedlého, který popsal dosavadní historii sporu a posléze se pokusil najít východisko. Zpochybňoval Masarykův názor, že základním hlediskem českých dějin je náboženství, a za přesvědčivější považoval Pekařův princip národnostní. Zároveň se pokusil přiřknout oprávněnost oběma názorům: Masarykův koncept je správný filosoficky, zatímco přístup „Gollovy školy“ je správný vědecky.
| „                                            | Masaryk svůj program opřel o důvody historické, ale tyto důvody nemůže právě kritická historiografie uznat za správné... K tomu má jistě právo, pokud jde o kritiku důvodů. Nemá však právo rozhodčího, pokud jde o mravní postulát, jejž si filosof stanoví jako ideální postulát národní... Masaryk však své teze zbytečně vysazuje nebezpečenství historické kritiky právě oním maskováním historické metody... Ale Masaryk [historických důvodů] přece nepotřebuje... Lze přece vyvodit takové [Masarykovy] teze z postulátů mravních, ale také z předpokladů psychologických, bez oněch hraček domněle empirických. Názory Masarykovy o humanitě, o náboženském rázu našich dějin mohou existovat jako filosoficky správné i tehdy, když empirická historie s nimi nesouhlasí. Tím filosofická odbornost jich přece netrpí. Byl Hegel historik? Každé historické dítě mu dokáže, že se v historické metodě málo vyznal, a přece jeho filosofie dějin působila i na největší historiky 19. století. | “ |
| — Zdeněk Nejedlý, Spor o smysl českých dějin | |   |

Roku 1920, dva roky po vzniku Československa se znovu ozval Jindřich Vančura, který spor reflektoval odlišně: jedná se o spor historiků a politiků o to, jaký vztah má (resp. měl) mít český národ k habsburské monarchii. Zatímco historikům přisuzuje rakouské smýšlení, Masaryka glorifikuje za jeho zásluhy při vzniku Československa.

## Mezihra: druhé nastolení otázky (1919–1926)
Jak již naznačil Jindřich Vančura, vznik samostatného Československa jakoby potvrzoval Masarykovy teze, které však byly účastníky sporu prokázány jako metodologicky nesprávné. To je zřetelné například v knize historika Františka Michálka Bartoše, jenž psal z nacionálních a náboženských pozic a který se navzdory Gollově požadavku na revizi Palackého vrací k tradičním závěrům Palackého.
| „                                                       | Z úkolů krásné doby, v niž vstupujeme, neposledním bude zajisté zlidovění a domyšlení obrovského myšlenkového díla Masarykova, jeho české filosofie. Jeť z nejdrahocennějších národních našich statků... Poznámky mé byly napsány... proti levnému a spokojenému soudu veřejného mínění..., že pro kruhy odborné Pekařova knížka o Masarykově filosofii značí slovo poslední, soud konečný... Úmyslně předem vylučuji ze svého rozboru všecky ty pokusy diskvalifikovat Masarykovu metodu a vědeckost... vyplývají z úzce pozitivistického východiska Pekařova, které dovede jít tak daleko, že velkému průkopníku vědeckého náboženství [Masarykovi] doporučuje otevřené vystoupení proti vědě a její dostatečnosti... Můžeme proto [po rozboru příčin Bílé hory] nadále tvrdit s Palackým, Denisem i Masarykem:... V 15. století – díky tomu hlavně, že osvícený absolutismus Karla IV. zbudoval v Čechách stát téměř lidový – udávali jsme směr středoevropským dějinám, v 17. století byli jsme hříčkou politiky mezinárodní... Ale chápeme, mluvil-li později Masaryk netrpělivě o nezáživném dějepise filologicko-paleograficko-diplomatickém, chápeme také, že se ponenáhlu rodila žárlivost historiků na filosofa, který nebyl historikem. | “ |
| — František Michálek Bartoš, Masarykova česká filosofie | |   |

Většina slavistů ovšem stále více upozorňovalo na to, že české národní obrození nebylo v kontextu např. jihoslovanského obrození ničím výjimečným a že hlavním zdrojem tedy nemohla být masarykovská humanita, která pramenila z reformace, když u Jihoslovanů žádná taková reformace nebyla. Většina historiků proto na rozdíl od Bartoše dávala za pravdu, byť mnohdy s většími či menšími výhradami, Pekařovi. Jiří Jareš tak ovšem činí po vzoru Nejedlého: Pekařovy historické důvody nic nemění na tom, že by se měla respektovat mravní hodnota Masarykovy filosofie českého života. V Jarešově příspěvku se tak ozývá krize pozitivistické historiografie, jež se v českých zemích objevila v meziválečném období.
| „                                                  | A tu ocitáme se před důležitou otázkou: mají dějiny jednotlivých národů svůj určitý cíl a smysl? Na tuto otázku odpovídá Pekař rozhodným nikoliv; tvrdí, že dějiny národů jsou nahodile, a zavrhuje tudíž romantickou ideologii – přisuzovat jednotlivým národům „ideje“ vyjadřující „smysl“ jejich dějin. Masaryk proti tomu (věřící v individuální nesmrtelnost duše a v osobního boha, jehož vůle vede osudy národů) věří s Kollárem a v souhlase s romantikou, že historie národů není nahodilý, nýbrž že se v ní projevuje určitý plán Prozřetelnosti a že je úkolem historiků a filosofů ten plán postihovat... Vysvětluji si ideu Masarykovu ostatně jeho stanoviskem filosofa a sociologa, jehož přísný a přesný duch vzpírá se každé nahodilosti v historii a snaží se dějiny národů vtěsnat do pout zákonitosti... Proti pozitivistickému pojetí historie a vědy vůbec ozývají se v poslední době vážné námitky a odlišné tendence, které nacházejí živý ohlas v mladším pokolení historickém... Masaryk brojil proti pozitivistické vědě historické, proti této samoúčelné a řemeslné vědě, která „redukuje mravní odpovědnost jednotlivců ve válce a skrývá pod pláštěm filosofie a historie mravní lhostejnost a nerozhodnost“... | “ |
| — Jiří Jareš, Je otázka česká otázkou náboženskou? | |   |

Ze strany filosofů se do diskuse zapojil také Emanuel Rádl, který odmítl Nejedlého a Jarešovo rozštěpené pojetí českých dějin a vyzývá k utvoření jednoznačným závěrům. Postavil se také proti pozitivistické představě, že teorie se musí utvářet pouze na základě faktů, a ukazuje, že teprve teorie udává, jak se tato fakta mají hledat. Přestože Rádl zdůrazňoval nutnost vyjasňovat pojmy, sám tak často nečinil, takže pak mohl dojít třeba k závěru, že první světová válka byla pokračováním husitských bojů.
| „                                    | Odtud vzniká u nás dvojí pojetí české minulosti, a ovšem i přítomnosti, i dvojí program pro budoucnost, z nichž jedno učení je formulováno názorem Palackého o české reformaci, Masarykovým učením o národním obrození a zásadami, s nimiž naši zahraniční vůdcové šli do války proti Rakousku; smysl toho pojetí je, že minulost i přítomnost česká je v podstatě jednotné dědictví... Druhý názor, v podstatě spíše nálada impresionistická než názor, neformulovaná jednotně a jen podvědomá, roztříštěná po knihách a časopisech ve formě protestů proti názoru prvému... v podstatě věří, že dějiny české jsou sběhem událostí, proudem, lavinou a že není v moci jednotlivců zadrže nebo obrátit zákonný běh vývoje... Nelze než běh věcí pozorovat a popisovat... Učení, že smyslem reformace české byla otázka náboženská, neznamená tedy, že by tehdy nebylo bývalo vlasteneckého cítění, nýbrž, že Čechové tehdy své veřejné jednání, svoji politiku, své sympatie a antipatie podřizovali v prvé řadě zásadám náboženským... Je sice jedna humanita pro celý svět, ale čeští myslitelé, opírajíce se o toto jediné náboženství, tuto jedinou a všelidskou humanitu, řešili ji zvláštním způsobem ve zvláštních podmínkách své země. | “ |
| — Emanuel Rádl, O smysl našich dějin | |   |

## Třetí fáze: metodologicko-teoretické otázky (1928–1939)
Otázka smyslu českých dějin byla tedy znovu nastolena jako nevyřešená. Josef Pekař se k ní proto roku 1928 znovu vyjádřil. Především rozlišil různé významy slova „smysl“ a opřel se znovu nejen do Masarykova, nýbrž nyní také i do Rádlova pojetí. Spor se vyhrotil navíc také proto, že rok předtím Pekař ve své knize Žižka a jeho doba proti zpopularizovanému názoru o demokratickém a humanitním charakteru husitství vykreslil husitskou revoluci jako rozklad státního a kulturního vývoje národa, zdůraznil její středověký charakter a vylíčil Žižku jako náboženského fanatika.
| „                                  | Co je to smysl dějin? Hledáme-li odpovědi u filosofa, jenž prvý v letech devadesátých minulého století [Masaryk] vnesl tuto otázku do našeho prostředí, najdeme rovnice, jež se nekryjí spolu zcela: smysl je tu hlavní obsah jindy hlavní vzpružina, jindy úhelná idea... hlavní je, že se předpokládá, jako by z dějin národních bylo lze jednu myšlenku, jednu tendenci, tedy jeden „smysl“ jako tvůrčí nosnou sílu jejich odvodit... důležité je také, že celá koncepce Masarykova souvisela vznikem svým s potřebou proagace, s potřebou apoštolátu v boj nesené myšlenky. U historiosofů naší doby, u nichž... nenajdeme již nikde, pokud vím (na rozdíl od německé filosofie z doby před stoletím), nenajdeme již nikde představy, že by jednotliví národové byli nositeli určitých idejí, tvořících smysl jejich dějin, ani mesianistické víry v národ vyvolený... Ale někdy rozumí se [smyslem něco], co je jaksi primární nebo věčné v dějinstvu, čeho je skutečnost pouze vnější formou, klade se důraz na pochopení cíle nebo účelu vývoje, na logicko-teleologický charakter jeho, chce takřka strhnout poslední clonu z tajemství života. Hodnocení tohoto druhu, v němž jako u Masaryka je hledisko empiricky poznávací prostoupeno stanoviskem mysticko-teleologickým, vede nutně do dálek metafyzických nebo k řešení náboženskému. Do těchto světů se empirická historiografie neodvažuje... Jak rozumí historiografie empirickopozitivistická, na jejíž půdě stojím, požadavku hledat „smysl“ dějin?... Nejde tu v podstatě o nic jiného než o poznání hlavních faktorů dějinného vývoje a výklad souvislostí jimi vytvořených... | “ |
| — Josef Pekař, Smysl českých dějin | |   |

Pekařovi odpověděl Masaryk, dotkl se však znovu spíše jen otázek obsahových. Obsahová otázka se však již od Nejedlého vystoupení dostávala stále více do pozadí a na významu nabývala diskuse o metodologii historické vědy, neboť v české meziválečné historiografii se stále více projevovala krize tradiční pozitivistické metody a hledání nových způsobů, jak dějiny uchopit a jak o nich psát. Mnohem zásadnější byla proto reakce historika Jana Slavíka, jenž zdůrazňoval, že vedle historického faktu je důležité také historické myšlení, a zpochybňoval možnost, že by historik mohl být objektivní. Upozorňoval rovněž na fakt, že mnoho pojmů má dnes jiný význam než v minulosti, což může často vést k anachronismům, a sám zkoumal, jak se vlastně představa o minulosti vytváří.
| „                                  | [Filosofie dějin] hýbala metodologií historické vědy, stavěla nové problémy, rozšiřovala zájem o nové otázky. Chránila prostě historickou vědu před strnutím... filosoficko historická schémata přispěla k pokroku historické vědy více než kterákoli škola empirických historiků... Pod termínem filosofie dějin se kryjí výklady velmi rozmanité a velmi nestejné ceny... Také termín [smyslu dějin] je neurčitý... Není historika, jenž by do minulosti nějaký smysl nevkládal. Jsou ovšem četní dějepisci, kteří se dodnes domnívají, že do minulosti niv nevkládají, že se snaží... povědět, jak věc byla [narážka mj. na Pekaře]. Rozdíl mezi názory Pekařovými a Palackého na husitství vyplynul ne tak z různé znalosti minulosti jako z různých hodnotících měřítek. Domnívám se, že o totéž jde ve sporu mezi Pekařem a Masarykem... U Pekaře cítíte nehybnou „minulost“, kterou nám nedostatek pramenů a nedokonalost lidského usuzování brání poznat... Moderní teorie historického poznání si prostě uvědomuje, jak představa minulosti vzniká... Známky demokracie bývají za revoluce dočasně silně porušeny. Ale to nám ještě nebrání mluvit o demokratické revoluce... Pekař popírá demokratismus v táborství.. ale neprecizoval, co demokratismem rozumí... Je pravda velmi stará, že mnoho prudkých diskusí vzniklo z neujasněnosti pojmů. | “ |
| — Jan Slavík, Pekař contra Masaryk | |   |

| „                                 | Na knihách našich husitologů není patrno, že jsou to práce psané po revoluci světové [míní zde ruské revoluce]. Jsou napsány, jako by revoluce nebylo bývalo. Znalost pramenů – to je našim historikům věc, kterou pokládají za jediné stavivo svých historických obrazů... Uznávají husitské hnutí za revoluci, ale nechtějí nic vědět o teoretickém zkoumání revoluce. Pokládají to za sociologické fantazie... Není dnes možno, aby knihy např. o revoluci z roku 1848 byly pouhou parafrází z archívu vybraných dokumentů. Není možno, aby se tvořivá práce dějepiscova obmezovala na látání materiálu, který se mu úředně nebo náhodně dostane do rukou... Naši dějepisci pracují s důslednou nechutí k otázkám teoretickým. | “ |
| — Jan Slavík, Dějiny a přítomnost | |   |

Dalším podnětem ke sporům se stala Pekařova přednáška O periodizaci českých dějin roku 1931, kde se pokusil české dějiny periodizovat podle „historických mentalit“. Reagoval opět Jan Slavík, který v příspěvku Básnická perioda českého dějepisectví Pekařovi vytkl nedůslednosti, Pekařův příspěvek nazval „vědeckou zvůlí“ a odmítl, aby se všechno převádělo na jednoho společného jmenovatele. Periodizaci podle jediného hlediska (tj. podle Pekařovy „národní myšlenky“ odmítl také filosof Karel Kupka. Reagoval i Masaryk, jenž kromě opakování svých dřívějších výtek uvedl, že Pekařova periodizace „není ze života a není pro život.“
| „                                                     | Byli bychom si přáli, aby historik našich dějin ve své nejvyšší akademické hodnosti promluvil určitěji o těch iluzích a sebeklamech, které jsou nebezpečné v jedné z nejvážnějších dob naší historie. Perioda, v níž se buduje obnovený a vlastně nový český stát... zasluhuje zvýšené pozornosti českých historiků. Jsou tím národu přímo povinni. Ale bohužel, česká oficiální historie nebyla národu učitelkou za světové války a není jí dorůstajícím generacím republikánsým a demokratickým... Také periodizace našich dějin, navržená prof. Pekařem, není ze života a není pro život. Historia vitae magistra musí být přesně vědeckou (nejen učenou!) a musí být mužným zpytováním národního svědomí. | “ |
| — Tomáš Garrigue Masaryk, O periodizaci českých dějin | |   |

O určité smíření Pekařova „empiricko-pozitivistického“ a Masarykova „idealisticko-teleologického“ pojetí se pokusil historik Karel Stloukal, který nyní ovšem již nehledal smysl českých, nýbrž československých dějin, jenž našel v boji za svobodu.
| „                 | Smysl národních dějin lze hledat... zjištěním národního přínosu hodnotám všelidským. V tomto přínosu spočívá objektivní smysl národních dějin. Vedle toho jsou však v národních dějinách hodnoty, které mají význam pro národ sám a jen nepřímo přispívají k pokladu hodnot všelidských. Tento vnitřní smysl československých dějin lze vystihnout otázkou: Co žije v současné generaci jako živé dědictví otců, v čem minulost zavazuje naši přítomnost, co dovedeme z národních dějin vyčíst jako tradiční hodnoty, na které chceme navazovat a uchovat je příštím pokolením jako drahocenný odkaz, tvořící věčný poklad národní? | “ |
| — Karel Stloukal, | |   |

O shrnutí celého sporu a také o usmíření Pekaře s Masarykem se pokusil Jaroslav Werstadt, který celý spor zhodnotil ve své době asi nejobjektivněji.
| „                                                       | Úkolem [moderní filosofie dějin] je konstrukce dějinného vývoje, která se zakládá na vystižení jednotlivých závažných činitelů a hnutí dějinných pomocí všeobecných pojmů a na poznání jejich souvislosti a jejich významu pro další vývoj. To však může být také dílem historie na vrcholcích jejího tvoření. U filosofa dějin přistupuje k tomu také ještě jako podstatný činitel zájem o přítomnost a zítřek, nejen retrospektiva... [je nutné], aby filosofie dějin pracovala s historickými skutečnostmi vědecky spolehlivě vyšetřenými... A tak s jmenovanými vůdci v našem myšlení dějinněfilosofickém i národněpolitickém [Palalacký, Masaryk, Pekař] vyslovuji přesvědčení, že myšlenky národnosti a humanity, svobody a demokracie byly a zůstávají hlavními ideály... v rozvoji pohnutého dramatu našich dějin i naší přítomnosti, dramatu, v němž ani my, a právě my, historikové, nemůžeme a nesmíme zůstat pouhými diváky. | “ |
| — Jaroslav Werstadt, Rozhled po filosofii českých dějin | |   |

Poté spor utichl. Roku 1937 zemřeli jeho dva hlavní protagonisté, Masaryk i Pekař. Ještě zásadnější však byla nacistická okupace a utlumení vědeckého života.